# Адриан I
Вижте пояснителната страница за други личности с името Адриан.
Адриан I (на латински: Hadrianus PP. I) е римски папа от 9 февруари 772 г. до 25 декември 795 г. Верен съюзник е на Карл Велики. При него е създадена Папската държава. Неговият понтификат е сред най-дългите.
Епитафът на папа Адриан в катедралата „Св. Петър“ е написан от Алкуин.